# Diego Cano
Diego Fernando Cano Malaver, nacido el 3 de febrero de 1994 en Cota, Cundinamarca es un ciclista profesional colombiano. Actualmente corre para el equipo Coldeportes Bicicletas Strongman de categoría Continental.

## Palmarés
2016
- Vuelta de la Juventud de Colombia, más 1 etapa[1]

## Equipos
- Aguardiente Néctar-STL-4WD-Rentacar (2014)
- Strongman Campagnolo Wilier (2016)
- UC Porto Sant Elpidio (2017)
- Coldeportes Bicicletas Strongman (2018-)